# Mountain View (Arkansas)
Pour les articles homonymes, voir Mountain View.
La ville de Mountain View est le siège du comté de Stone, dans l'Arkansas, aux États-Unis d'Amérique.

## Démographie
| 1880 | 1900 | 1910 | 1920 | 1930 | 1940 | 1950  | 1960 |
| ---- | ---- | ---- | ---- | ---- | ---- | ----- | ---- |
| 99   | 226  | 272  | 342  | 458  | 745  | 1 043 | 983  |

| 1970  | 1980  | 1990  | 2000  | 2010  | - | - | - |
| ----- | ----- | ----- | ----- | ----- | - | - | - |
| 1 866 | 2 147 | 2 439 | 2 876 | 2 748 | - | - | - |

## Source
- (en) Cet article est partiellement ou en totalité issu de l’article de Wikipédia en anglais intitulé « Mountain View, Arkansas » (voir la liste des auteurs).